# Gang Olsena (seria norweska)
Gang Olsena – norweskojęzyczna seria filmów komediowo-kryminalnych opowiadających o przygodach bandy pechowych włamywaczy. Seria ta nawiązuje do bardziej znanej duńskiej serii o tym samym tytule i powstawała niemal jednocześnie z nią.

## Filmy
- Gang Olsena (Olsenbanden Operasjon Egon) (1969)
- Olsenbanden og Dynamitt-Harry (1970)
- Olsenbanden tar gull (1972)
- Olsenbanden og Dynamitt-Harry går amok (1973)
- Olsenbanden møter Kongen og Knekten (1974)
- Olsenbandens siste bedrifter (1975)
- Olsenbanden for full musikk (1976)
- Olsenbanden og Dynamitt-Harry på sporet (1977)
- Olsenbanden og Data-Harry sprenger verdensbanken (1978)
- Olsenbanden mot nye høyder (1979)
- Olsenbanden gir seg aldri (1981)
- Olsenbandens aller siste kupp (1982)
- …men Olsenbanden var ikke død (1984)
- Olsenbandens siste stikk (1999)